# Domodossola
Domodossola (piemontiul: Ël Dòm) település Olaszországban, Verbano-Cusio-Ossola megyében. Lakosainak száma 17 709 fő (2023. január 1.). Domodossola Bognanco, Masera, Montescheno, Trontano, Villadossola, Beura-Cardezza, Crevoladossola és Trasquera községekkel határos.

## Népesség
A település népességének változása:
| Lakosok száma | 18 261 | 18 237 | 17 709 |
|               | 2017   | 2018   | 2023   |